# Розенберг Геннадій Самуїлович

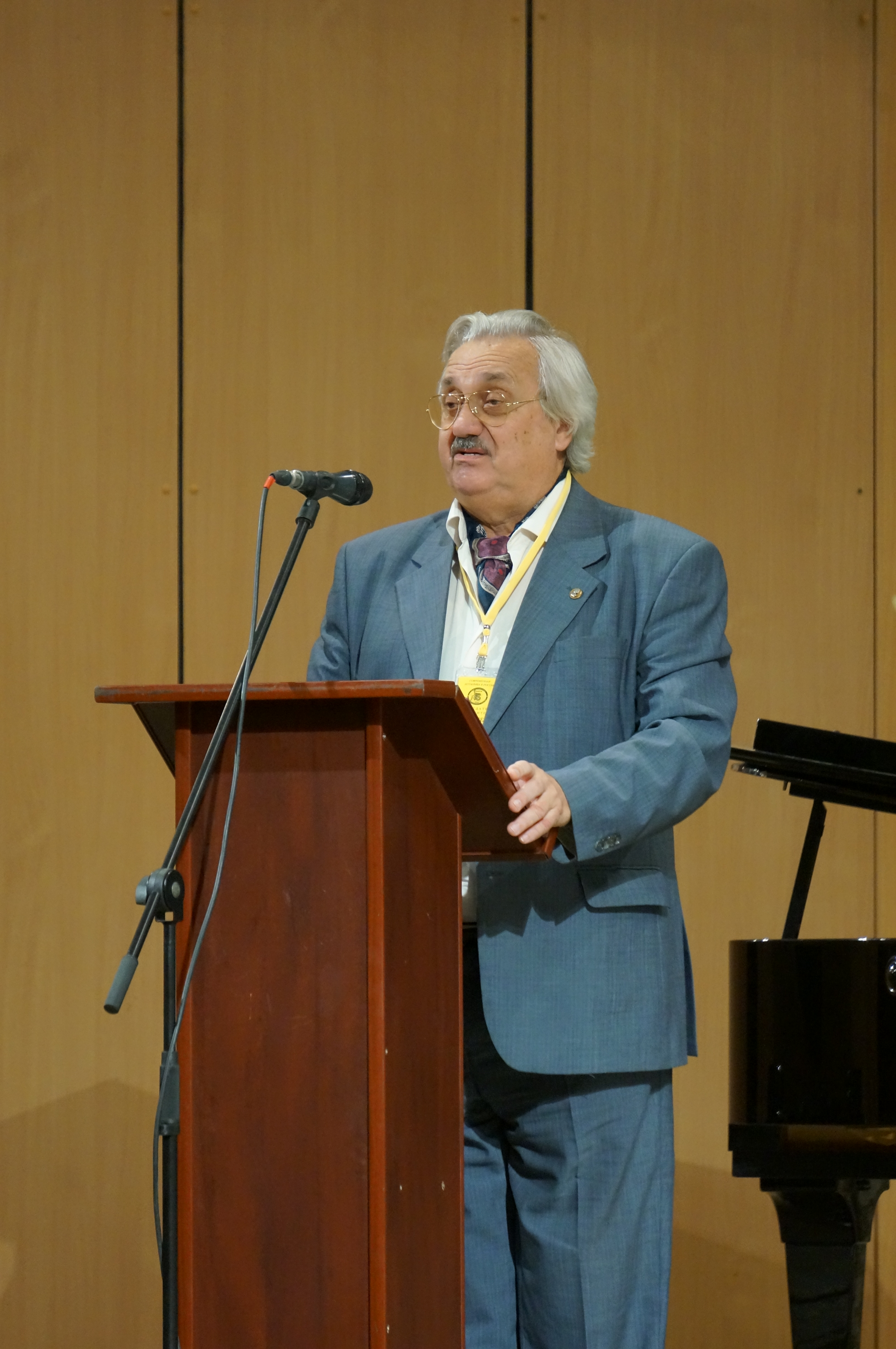
Геннадій Самуїлович Розенберг, XIII з'їзд Російського ботанічного товариства. Тольятті, 2013 рік

Генна́дій Самуїлович Розенбе́рг (нар. 30 травня 1949, м. Уфа) — радянський і російський вчений, доктор біологічних наук (1984), професор (1996), член-кореспондент Російської академії наук. Директор Інституту екології Волзького басейну РАН (1991—2018). Фахівець у галузі моделювання екологічних процесів, методів дослідження екосистем. Заслужений діяч науки Російської Федерації (2000). Лауреат премії Уряду Російської Федерації у галузі науки і техніки (2010).

## Визнання
- 2000 — почесне звання «Заслужений діяч науки Російської Федерації»
- 2005 — почесна медаль «За досягнення з охорони довкілля»
- 2010 — премія Уряду Російської Федерації в галузі науки і техніки

## Наукові праці
- Миркин Б. М., Розенберг Г. С., Наумова Л. Г. Словарь понятий и терминов современной фитоценологии.- М.: Наука, 1989.- 223 с.